# The Young and the Hopeless
The Young and the Hopeless (englisch für „Die Jungen und die Hoffnungslosen“) ist das zweite Studioalbum der US-amerikanischen Rockband Good Charlotte. Es wurde am 1. Oktober 2002 über die Labels Epic Records und Daylight Records veröffentlicht.

## Produktion
Das Album wurde von dem US-amerikanischen Musikproduzenten Eric Valentine produziert.

## Covergestaltung
Das Albumcover zeigt ein gemaltes Bild, auf dem ein Mann und drei Kinder zusammen vor einem Fernseher sitzen, in dem eine Atombombenexplosion zu sehen ist. Oben bzw. unten im Bild befinden sich die hellgrünen Schriftzüge Good Charlotte und The Young and the Hopeless.

## Titelliste
| #  | Titel                           | Länge |
| -- | ------------------------------- | ----- |
| 1  | A New Beginning                 | 1:48  |
| 2  | The Anthem                      | 2:55  |
| 3  | Lifestyles of the Rich & Famous | 3:10  |
| 4  | Wondering                       | 3:32  |
| 5  | The Story of My Old Man         | 2:41  |
| 6  | Girls & Boys                    | 3:03  |
| 7  | My Bloody Valentine             | 3:54  |
| 8  | Hold On                         | 4:05  |
| 9  | Riot Girl                       | 2:17  |
| 10 | Say Anything                    | 4:21  |
| 11 | The Day That I Die              | 2:58  |
| 12 | The Young & the Hopeless        | 3:32  |
| 13 | Emotionless                     | 4:02  |
| 14 | Movin’ On                       | 3:27  |

## Rezeption

### Kritiken
| Professionelle Bewertungen | Professionelle Bewertungen |
| -------------------------- | -------------------------- |
| Kritiken                   |                            |
| Quelle                     | Bewertung                  |
| laut.de                    | [ 2 ]                      |
| allmusic                   | [ 3 ]                      |
| Rolling Stone              | [ 4 ]                      |

Hagen Wäsche von laut.de bewertete The Young and the Hopeless mit zwei von möglichen fünf Punkten. Good Charlotte lieferten „lediglich Pop-Punk der altbekannten Sorte im Fahrwasser von Green Day oder Blink-182,“ wobei „musikalisch nichts Neues zum Vorschein“ komme. Einzig die Texte seien „branchenunüblich“ und zeichneten „ein eher düsteres und tiefgängiges Weltbild.“ Insgesamt sei das Album „solide produziert und mit ansprechenden Lyrics, aber musikalisch unspektakulär.“

### Preise
Bei den Alternative Press Music Awards 2016 wurde The Young and the Hopeless in der Kategorie Classic Album ausgezeichnet.

## Kommerzieller Erfolg

### Chartplatzierungen und Singles
The Young and the Hopeless stieg am 3. März 2003 auf Platz 38 in die deutschen Albumcharts ein und belegte zwei Wochen später mit Rang 37 die höchste Position. Insgesamt konnte es sich 21 Wochen in den Top 100 halten. In den Vereinigten Staaten erreichte das Album Platz 7 und hielt sich 95 Wochen in den Charts. Ebenfalls die Top 10 erreichte es unter anderem in Neuseeland, Schweden und Australien.
| ChartsChartplatzierungen       | Höchstplatzierung | Wochen |
| ------------------------------ | ----------------- | ------ |
| Deutschland (GfK)              | 37 (21 Wo.)       | 21     |
| Österreich (Ö3)                | 20 (21 Wo.)       | 21     |
| Schweiz (IFPI)                 | 46 (29 Wo.)       | 29     |
| Vereinigte Staaten (Billboard) | 7 (95 Wo.)        | 95     |
| Vereinigtes Königreich (OCC)   | 15 (42 Wo.)       | 42     |

| ChartsJahrescharts (2003)      | Platzierung |
| ------------------------------ | ----------- |
| Vereinigte Staaten (Billboard) | 18          |
| Vereinigtes Königreich (OCC)   | 47          |

| ChartsJahrescharts (2004)      | Platzierung |
| ------------------------------ | ----------- |
| Vereinigte Staaten (Billboard) | 108         |

Am 6. September 2002 wurde der Song Lifestyles of the Rich & Famous als erste Single veröffentlicht und erreichte Platz 27 der deutschen Charts. Die zweite Auskopplung The Anthem erschien am 28. Februar 2003 und belegte Rang 52 in Deutschland. Am 28. April 2003 folgte der Song Girls & Boys, der Position 47 in den deutschen Charts erreichte. Als vierte Single erschien der Titeltrack The Young & the Hopeless am 4. Juli 2003, und als letzte Auskopplung Hold On am 8. Dezember 2003, die in Deutschland auf Platz 67 einstieg.

### Auszeichnungen für Musikverkäufe
The Young and the Hopeless wurde im Jahr 2025 für mehr als vier Millionen verkaufte Einheiten in den Vereinigten Staaten mit einer vierfachen Platin-Schallplatte ausgezeichnet. Im Vereinigten Königreich erhielt das Album 2003 für über 300.000 Verkäufe eine Platin-Schallplatte. In Deutschland wurde es 2023 für mehr als 150.000 verkaufte Exemplare mit einer Goldenen Schallplatte ausgezeichnet. Die weltweiten Verkaufszahlen belaufen sich auf über fünf Millionen.
| Land/Region                  | Auszeichnungen für Musikverkäufe (Land/Region, Auszeichnung, Verkäufe) | Verkäufe  |
| ---------------------------- | ---------------------------------------------------------------------- | --------- |
| Australien (ARIA)            | Platin                                                                 | 70.000    |
| Deutschland (BVMI)           | Gold                                                                   | 150.000   |
| Frankreich (SNEP)            | Gold                                                                   | 100.000   |
| Kanada (MC)                  | 2× Platin                                                              | 200.000   |
| Japan (RIAJ)                 | Gold                                                                   | 100.000   |
| Neuseeland (RMNZ)            | Platin                                                                 | 15.000    |
| Schweden (IFPI)              | Gold                                                                   | 30.000    |
| Vereinigte Staaten (RIAA)    | 4× Platin                                                              | 4.000.000 |
| Vereinigtes Königreich (BPI) | Platin                                                                 | 300.000   |
| Insgesamt                    | 4× Gold · 9× Platin ·                                                  | 4.965.000 |